# Bibio tristis
Bibio tristis är en tvåvingeart som beskrevs av Samuel Wendell Williston  1893. Bibio tristis ingår i släktet Bibio och familjen hårmyggor. Inga underarter finns listade i Catalogue of Life.